# Gaze (krater)
För andra betydelser, se Gaze.
Gaze är en nedslagskrater med en diameter på 33 kilometer, på planeten Venus. Gaze har fått sitt namn efter astronomen Vera Gaze.